# Dansk Skoleforening for Sydslesvig
Dansk Skoleforening for Sydslesvig står bag driften af omkring 55 danske børnehaver og 46 danske skoler i Sydslesvig med cirka 5.600 elever. I Flensborg og Slesvig by findes danske gymnasier (Duborg-Skolen og A.P. Møller Skolen).
Eleverne i de danske skoler i Sydslesvig undervises samlet til og med 6. skoleår, hvorefter de samles i fællesskoler i Læk, Egernførde, Slesvig, Husum og Sønder Brarup samt i fire flensborgske fællesskoler. Efter 10. skoleår kan eleverne fortsætte på et af de to danske gymnasier i Flensborg eller Slesvig.
Ud over skoler og børnehaver driver Skoleforeningen voksenundervisning (Dansk Voksenundervisning i Sydslesvig), en dansk efterskole i Ladelund (Ladelund Ungdomsskole), en højskole lidt syd for Flensborg (Jaruplund Højskole) og lejrskolen Vesterled på Holmsland Klit samt Ungdomskollegiet og Feriekontoret.

## Historie
Skoleforeningen blev oprettet den 5. maj 1920 under navnet Dansk Skoleforening for Flensborg og Omegn. Formålet var at opbygge et dansk skolevæsen og dermed at sikre dansk skolegang for børn af dansksindede forældre. Før 1920 var det i Tyskland ikke tilladt at undervise på dansk. De første skoler blev oprettet i Flensborg-området. Senere kom Slesvig by og Tønning til. Ude på landet, hvor der ikke var danske skoler, virkede danske vandrelærere. I perioden 1920-1945 var der ansat 35 vandrelærere
Den første danske kommuneskole i Skolegyde i Flensborg havde i 1920 omtrent 1.000 ansøgninger, dog tillod myndighederne kun 239 elever. Forsøget på også at oprette kommunale danske skoler i Klus og Harreslev mislykkedes helt på grund af myndighedernes modstand. Skoleforeningen gik derefter over til at oprette danske friskoler såsom Duborg-Skolen.
I 1936 fandtes der allerede ti skoler med i alt cirka 1000 elever. Sideløbende med etableringen af danske skoler udvikledes et dansk børnehavearbejde i Sydslesvig. Skoleforeningens første børnehave blev indviet i 1922. Efterhånden kom foreningen arbejde til at omfatte hele Sydslesvig. De to første skoledirektører, Andreas Hanssen og Bernhard Hansen, havde titel af skolekonsulenter, ud over at de i samme årrække varetog opgaven som rektor for Duborg-Skolen.

## Formænd for Skoleforeningens styrelse
Styrelsen er Skoleforeningens politiske ledelse, der varetager foreningens interesser.
- 1921-1951 Cornelius Hansen
- 1960-1965 Frederik Mommsen (1901-1965)[4][5]
- 1970-1978 Jakob Meyer
- 1978-0000 Gert Wiencke
- -20080000 Lone Schuldt
- 2008-2014 Per Gildberg
- 2014-2023 Udo Jessen
- 2023-0000 Paul Salwik[6][7]

## Skoledirektører
- 1921-1940 Andreas Hanssen (4/3-1879–17/11-1940), dr.phil.
- 1941-1961 Bernhard Hansen (23/1-1893–8/5-1976)
- 1961-1989 Christian Thorup Nielsen (5/2-1923– 1992)
- 1989-1999 Hans Andresen (23/8-1934–)
- 2000-2015 Anders Molt Ipsen (25/4-1953– )
- 2016-0000 Lars Kofoed-Jensen (1961- )

## Viceskoledirektører
- 1971-1989 Hans Andresen (23/8-1934- )
- 1989-2001 Jürgen Matlok (8/6-1940- )
- 2001-2021 Uwe Prühs[8] (21/5-1960- )
- 2021-0000 Søren Neess Priisholm[9], skolechef